# Echinoclathria levii
Echinoclathria levii är en svampdjursart som beskrevs av Hooper 1996. Echinoclathria levii ingår i släktet Echinoclathria och familjen Microcionidae.
Artens utbredningsområde är Tasmanien. Inga underarter finns listade i Catalogue of Life.